# Sinum neritoideum
Sinum neritoideum is een slakkensoort uit de familie  Naticidae. De wetenschappelijke naam werd gepubliceerd in 1758 door Carl Linnaeus in de tiende editie van Systema naturae.